# Metarctia nigricornis
Metarctia nigricornis is een vlinder uit de familie spinneruilen (Erebidae), onderfamilie beervlinders (Arctiinae). De wetenschappelijke naam van de soort is voor het eerst geldig gepubliceerd in 1942 door Debauche.
Deze nachtvlinder komt voor in tropisch Afrika.